# Sclethrus amoenus
Sclethrus amoenus là một loài bọ cánh cứng trong họ Cerambycidae.